# Effets du commerce international sur l'environnement
 (septembre 2021).

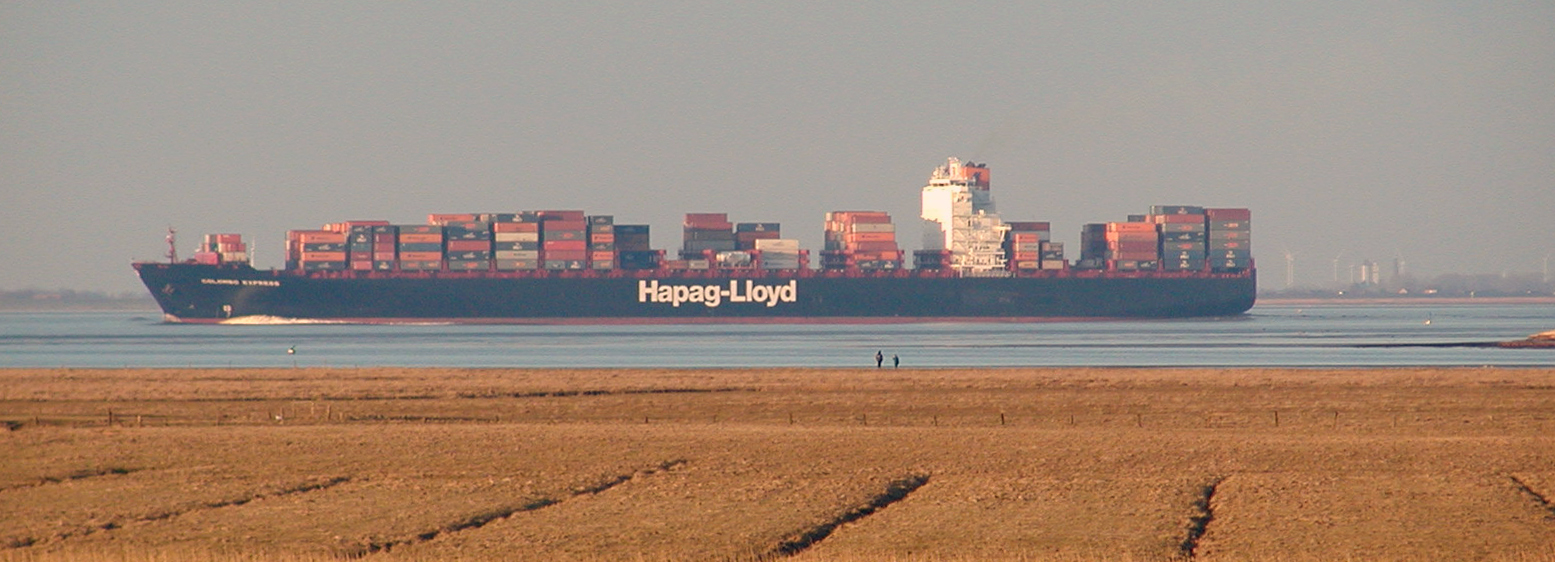
Passage d'un porte-conteneurs.

Les effets du commerce international sur l'environnement résultent de l'expansion rapide et massive du commerce international après la Seconde Guerre mondiale, favorisée par la libéralisation des échanges et la diminution des coûts de transport. Le volume du commerce mondial a été multiplié par 27 entre 1950 et 2006, tandis que le PIB mondial était multiplié par huit au cours de la même période.
La part du commerce international dans le PIB mondial est ainsi passée de 5,5 % à 20,5 %. Ces effets sont l'objet de recherches renouvelées à partir des années 1990, à la suite des objections environnementalistes à la création de l'Accord de libre-échange nord-américain (ALENA).
Les effets du commerce international sur l’environnement restent encore mal déterminés. À des effets négatifs comme la pollution directe engendrée par les transports, l’accroissement des productions (polluantes et génératrices d'exploitation de la nature) et les problèmes de régulation internationale des polluants, s’ajoutent des effets positifs comme des transferts de technologies propres[Lesquelles ?] ou une utilisation plus efficace[évasif] des ressources naturelles.

## Effets de la libéralisation des flux de marchandises

### Trois effets contradictoires
En 1993, Gene Grossman (en) et Alan Krueger ont publié une étude sur les conséquences de la libéralisation des échanges en Amérique du Nord dans le cadre du futur ALENA créant une zone de libre-échange entre les États-Unis, le Canada et le Mexique en 1994. Ils ont distingué dans cette étude trois effets principaux de la libéralisation des échanges économiques :
- un effet dit de « composition » : les pays se spécialisent dans les productions où ils disposent d’avantages comparatifs, ce qui provoque selon la théorie du commerce international une meilleure utilisation des ressources humaines (travail et capital) mais aussi naturelles. L’effet de composition induit par la libéralisation des échanges est donc favorable, selon ces auteurs, à l’environnement ;
- un effet dit « d'échelle » : selon la théorie du commerce international, le libre-échange permet un accroissement absolu de la production — ce qui fait, selon les tenants du libre-échange, tout son intérêt. Cependant, sur le plan environnemental, la hausse de la production, induite par la spécialisation de chacun dans la production où il est le plus performant, se révèle négative pour la nature ;
- toutefois, cet effet d’échelle est contrebalancé par un effet « technique » : la libéralisation permet la généralisation à l’échelle planétaire des techniques les plus avancées et généralement les moins polluantes.

L'impact environnemental net de la libéralisation des échanges ne va donc pas de soi et dépend au cas par cas de l’importance relative prise par chacun de ces trois effets.

### Impacts de la croissance liée au libre-échange
La croissance économique induite par la libéralisation des échanges a donc deux effets contradictoires. Une minorité, altermondialiste, conclut que l’effet négatif l’emporte sur l’effet positif, et propose donc une « décroissance soutenable ». Cependant, pour la majorité des économistes, l'augmentation de la production permet aussi :
- d’enrichir les citoyens et les entreprises qui deviennent alors davantage soucieux de l’environnement, considéré comme un bien supérieur[3]. De fait les réglementations environnementales sont bien plus contraignantes dans les pays riches démocratiques ;
- de dégager des suppléments de revenus susceptibles d’être alloués à la protection de l'environnement ;
- de découvrir de nouvelles technologies susceptibles de permettre une meilleure utilisation des ressources naturelles, ce qui peut tendre à limiter l'augmentation de la pollution, voire à la faire diminuer.

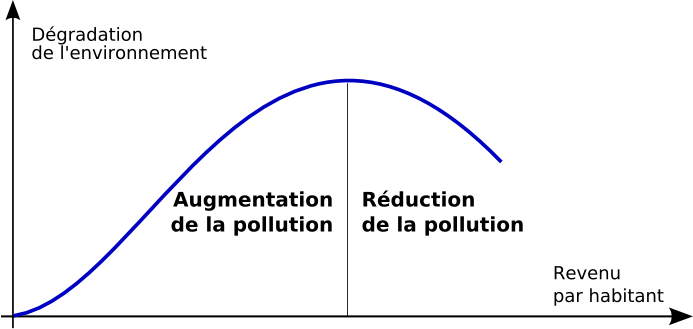
La « courbe environnementale de Kuznets »
La description de ce phénomène controversé constaté dans les pays riches, voire certains pays en voie de développement comme la Chine récemment, est permise par une courbe en U inversé (pollution locale en ordonnée et revenu par habitant en abscisse).

Sur la base de ces hypothèses, certains économistes comme Grossman et Krueger, et certaines personnalités politiques, avancent que la croissance est nuisible à l’environnement jusqu’à ce que soit atteint un certain niveau de revenu par habitant, et qu'au-delà les effets favorables à l’environnement deviennent dominants. Cette évolution est résumée par la courbe de Kuznets. Par exemple, les gaz d'échappement des véhicules sont globalement moins polluants dans les mégapoles des pays les plus riches que dans celles des pays du tiers-monde.
Cette vision est cependant critiquée[Qui ?] sur le plan théorique, car cette courbe ne rend compte que d'améliorations passées, qui ont toutes eu lieu à des échelles locales, alors que les problèmes à venir, principalement le réchauffement climatique, sont maintenant mondiaux. Si la pollution en centre-ville, ainsi que diverses pollutions lourdes, ont bien baissé dans les pays développés, elles ont en revanche augmenté dans de nombreux pays en développement, entre autres à la suite du transfert de certaines activités vers ces pays.
Les études effectuées au Mexique rapportées par Kevin Gallagher infirment également cette hypothèse : le revenu-seuil au-delà duquel la pollution tend à diminuer est estimé à environ 5 000 dollars, et le Mexique avait déjà atteint ce seuil en 1985. Or, d'après l'INEGI (l'institut national de statistique mexicain), la libéralisation du commerce des années 1990 s'est accompagnée d'une faible augmentation du revenu moyen, tandis que la dégradation de l'environnement a brusquement augmenté. Ainsi, pour 1999, l'augmentation du revenu représente 14 milliards de dollars, tandis que la dégradation est évaluée à 47 milliards. Il apparaît donc que la seule croissance induite par le libre-échange ne permet pas de ralentir ou diminuer les effets néfastes sur l'environnement.

### Exemples de l'impact environnemental des flux de marchandises
Selon la Commission de coopération environnementale de l'Amérique du Nord, « même si la plupart des évaluations des effets du commerce sur l’environnement révèlent un lien indirect et plutôt ténu entre le commerce et les changements touchant l’environnement, certains éléments confirment l’existence d’un lien direct et solide entre l’environnement et le commerce dans le secteur des transports ».

#### Pollution de l'air
Le transport en général représente 25 % des émissions de dioxyde de carbone dans le monde. Mais la plus grosse partie de cette pollution vient des transports individuels (automobile) ou des flux de marchandises sur de courtes distantes (livraison par camion). La pollution aérienne par exemple, bien qu'elle connaisse un essor très rapide, reste encore marginale.
Des études précises ont mesuré l'impact de l'essor des transports à certains endroits particuliers à la suite de la mise en place de l'ALENA en Amérique du Nord. Selon la Commission de coopération environnementale d'Amérique du Nord, la pollution constatée aux frontières États-Unis/Canada et États-Unis/Mexique a augmenté, en particulier dans les villes frontalières à proximité des grands axes de communications. À la pollution liée à l'augmentation des émissions de gaz est venue s'ajouter la hausse des nuisances sonores.

#### Pollution des mers
Le dégazage illégal en mer est un facteur de pollution : parmi les facteurs favorisant cette pratique, on peut citer les coûts engendrés par les traitements prévus par la loi (frais de nettoyage, facturation des services en zone portuaire pour le traitement des déchets, immobilisation du navire et de l'équipage), l'absence de service proposé dans certains ports, le sentiment d'impunité de l'équipage (moyens de contrôle insuffisants), l'insensibilité aux problèmes écologiques, les différences de législation.
Les transports de matières dangereuses, notamment le pétrole, ont produit des catastrophes ayant gravement nui à la nature (voir Amoco Cadiz, Erika ainsi que la liste des principaux déversements pétroliers).
Les modifications environnementales provoquent des disparitions d'espèces marines.

#### Biodiversité
Le transport des marchandises est un facteur de bouleversement de la faune et de la flore.
Le transport de marchandises suscite aussi le déplacement de certaines espèces. On estime par exemple qu'aux États-Unis vivent durablement plus de 6 000 espèces d'animaux, de végétaux et de micro-organismes importées involontairement ou non, qui menacent les espèces locales.

## Le dumping environnemental
Depuis une trentaine d’années, les pays développés ont mis en place des législations environnementales contraignantes vis-à-vis des entreprises. L’efficacité de telles mesures peut être amoindrie par la mondialisation économique. Si une entreprise souhaite ne pas assumer sa responsabilité environnementale et les coûts liés, il lui suffit de délocaliser son activité dans les pays ayant des normes environnementales moins contraignantes. Ce risque découle de la libéralisation des flux commerciaux, mais aussi de celle des flux de capitaux.
Le problème est donc de savoir si les entreprises profitent du libre-échange pour se délocaliser dans des pays où la réglementation est moins contraignante, au lieu de rester dans leur pays d'origine où les réglementations les obligent à réduire les nuisances générées par leur activité.

### Deux théories rivales
En 1975, William Baumol et Wallace Oates (en) ont proposé un modèle générant un cercle vicieux. Comparant un pays riche appliquant une réglementation contraignante et un pays pauvre aux normes environnementales laxistes, ces deux auteurs ont conclu que les industries polluantes se délocaliseraient dans le pays pauvre et que celui-ci avait donc intérêt à pratiquer un dumping environnemental. Les conséquences du libre-échange s’enchaînent alors dans un cercle vicieux favorisant la pollution. La fabrication polluante du produit dans le pays sans normes est moins coûteuse, ce qui provoque une baisse des prix et donc une hausse de la demande de ce produit. La production polluante augmente alors dans le pays sans normes. Cette hausse de la production provoque alors une hausse de la pollution et le pays pauvre a intérêt à conserver des normes laxistes s’il veut continuer l’expansion de l’industrie concernée.
La théorie classique du commerce international propose une analyse aux conclusions opposées. Selon le modèle Heckscher-Ohlin-Samuelson (HOS), les entreprises concentrent leur production nécessitant beaucoup de capital dans les pays fortement dotés en capital, et leur production très demandeuse de travail dans les pays fortement dotés en main-d’œuvre. D’où il découle un effet inverse à celui prévu par Baumol et Oates : les industries à forte intensité capitaliste (la chimie par exemple) fortement polluantes restent dans les pays riches tandis que les industries de main d’œuvre peu polluantes (le textile par exemple) se délocalisent dans les pays pauvres. Selon ce modèle, les différences de législation environnementale entre pays ne jouent qu’un rôle secondaire dans les décisions d’implantation des entreprises.
Seules des études empiriques permettent de savoir lequel de ces deux effets théoriques contradictoires l'emporte sur l'autre.

### Quelques exemples de dumping environnemental
Dans le cadre du débat sur le projet d’Accord de libre-échange nord-américain (ALENA) de nombreux exemples de dumping environnemental ont été présentés au public américain pour faire obstacle à cet accord. Des études plus tardives ont pu par exemple mettre en évidence la délocalisation des productions de solvants – production hautement nuisible à la qualité de l’air – dans les maquiladoras (villes à la frontière américaine) mexicaines, du fait de la souplesse de la réglementation sur la qualité de l’air au Mexique comparativement aux États-Unis. On a aussi insisté sur les conditions de travail des ouvriers des pays du Sud soumis à une pollution dangereuse (on pense par exemple à l’affaire du porte-avions français Clemenceau). De nombreux écologistes ont dénoncé l’existence de « havres de pollution » et l’OCDE a fait remarquer l’existence dans certains secteurs extrêmement polluants de législations particulières et complaisantes. Cette organisation note par exemple que l’exploitation minière, secteur extrêmement polluant, jouit d’un statut particulier au-dessus des lois environnementales nationales dans de nombreux pays : Zimbabwe, Indonésie, Papouasie-Nouvelle-Guinée…

### Un phénomène limité

Évolution du ratio exportations/importations de produits à forte intensité de pollution entre 1986 et 1995. Source : Banque mondiale

Pour autant, et au-delà de ces cas singuliers, une étude de la Banque mondiale de 1998 (cf. tableau ci-contre) contredit les prévisions de Baumol et Oates.
Cette étude établit qu’en 1986 les pays en développement étaient déjà importateurs nets de biens à la production particulièrement polluante, et les pays les plus pauvres étaient relativement les plus faibles exportateurs de produits polluants. En 1995, cette tendance s'est accentuée : loin d'un dumping environnemental, on constate une concentration supérieure de productions polluantes destinées à l'exportation chez les pays les plus riches.
Si le dumping environnemental existe de façon ponctuelle, il n'est donc pas confirmé à grande échelle.
L'hypothèse d'un « havre de pollution » a ainsi été contredite pour le Mexique : après le passage à l'ALENA, on a constaté une diminution plus forte des industries polluantes au Mexique qu'aux États-Unis. La raison la plus probable du non-développement de « havres de pollution » est le faible coût de la prise en compte des réglementations environnementales par rapport aux coûts totaux de production, y compris à la marge.
Ce constat sur les flux commerciaux est confirmé par certaines études portant sur les flux d’investissement. En 1992, 45 % des investissements américains à l’étranger se faisaient vers des pays en développement. Cinq pour cent des investissements reçus par les pays en développement (soit 2,25 % des investissements américains) concernaient des industries polluantes (pétrole et gaz, produits chimiques et connexes, métallurgie) contre 24 % dans les pays industrialisés.

#### Course au moins-disant
La thèse selon laquelle les pays seraient contraints par la mondialisation d'alléger leur législation environnementale est contestable. L’apparition de cette législation date des années 1970 dans un contexte où les pays développés étaient déjà largement soumis à l’internationalisation des échanges.
Toutefois, on trouve ces dernières années[Quand ?] de nombreux exemples[réf. nécessaire] de projets de législation environnementale rejetés au motif, justifié ou non, qu’ils menaceraient la compétitivité des entreprises nationales. Ainsi, le protocole de Kyoto n'a pas été ratifié par les États-Unis car le Sénat s'est opposé à tout accord comportant uniquement des objectifs s'imposant aux seuls pays industrialisés, et non aux pays en développement.

## Effets environnementaux des entraves au commerce
Des économistes ont cherché à montrer que les entraves au commerce international pouvaient se révéler néfastes pour l’environnement. Ainsi, si la libéralisation des échanges a des impacts négatifs sur l’environnement, sa restriction en a également eu. C’est ce que soulignait en 1992 un rapport du GATT, intitulé Commerce et environnement.
Les restrictions des exportations des véhicules japonais aux États-Unis fournissent selon Robert C. Feenstra (en) un exemple parlant d’un effet négatif du protectionnisme sur l’environnement. Afin de compenser la restriction, les Japonais ont modifié la structure de leurs exportations en privilégiant la qualité : c’est-à-dire en exportant en priorité des véhicules haut de gamme et gourmands en essence, si bien que le parc automobile américain est devenu plus nuisible à l’environnement. Jagdish Bhagwati en conclut que « des conséquences néfastes pour l'environnement peuvent résulter des restrictions au commerce : les ventes des modèles les moins polluants déclinent, alors que celle des modèles plus voraces augmentent ».
L’économiste australien Kym Anderson a analysé les effets de la politique agricole de l’Union européenne. Selon lui, la libéralisation des échanges provoque un déplacement de la production vers les pays en développement utilisant moins de pesticides. Là encore, les freins à la mondialisation apparaissent, pour certains, comme nuisibles à l’environnement.
Bien sûr, il existe aussi des exemples où le libre-échange a contribué à des problèmes environnementaux. Le développement économique est en soi cause de problèmes environnementaux, ce qui suscite une contradiction entre les exigences du développement et celles de la protection de l'environnement. Une telle contradiction a été officialisée par le « principe de responsabilité commune mais différenciée » appliquée par l'ONU depuis la Conférence de Rio de 1992. L'économiste Jagdish Bhagwati prend l’exemple de la polémique sur l'élevage de crevettes en Asie du Sud-Est, effet de la libéralisation du commerce ayant de graves conséquences écologiques dans les régions où il est pratiqué. Il explique que « de nombreuses organisations non gouvernementales ont argué de ce fait pour dénoncer ce commerce et réclamer sa restriction. Mais cela revient à jeter le bébé avec l’eau du bain, car le commerce est un puissant levier de prospérité et donc aussi bénéfique pour la société ».
Les économistes Antweiler, Copeland et Taylor estiment dans un article publié en 2001 dans l'American Economic Review que le libre-échange pourrait réduire les émissions de dioxyde de soufre.

## Impact des «émissions importées» de GES sur l'empreinte carbone de la France
Les chiffres-clés publiés par les services statistiques français en 2022 montrent que l'empreinte carbone de la consommation en France était de 633 Mt CO2 éq., sensiblement supérieure aux émissions de l'inventaire national qui s'élevaient à 445 Mt CO2 éq.. La différence s'explique par la différence entre les émissions associées aux importations (pour consommations intermédiaires ou pour usage final) et celles, sensiblement inférieures, associées aux exportations. Ainsi, alors que les émissions territoriales de la France et de l'Union européenne ont baissé sur la période 1990-2018, celles de la Chine et de l'Inde, fortement émettrices de gaz à effet de serre (production d'électricité à partir d'énergies fossiles...) ont fortement augmenté sur la même période. Cela révèle l'ampleur des délocalisations et de la désindustrialisation de la France en particulier et de l'UE plus généralement.
L'une des recommandations du Haut Conseil pour le climat dans son rapport d'octobre 2020 « Maîtriser l'empreinte carbone de la France » est la prise en compte des émissions importées dans les accords commerciaux et les engagements internationaux (accord de Paris), afin que ces engagements ne mènent pas à une augmentation des émissions mondiales par simple déplacement de la production.
Selon Eugène Daronnat, membre du comité exécutif d'Objectif France, un parti politique libéral, la meilleure politique climatique de lutte contre les émissions de gaz à effet de serre en France consisterait à réduire les émissions importées de la France en produisant davantage sur le sol français.

#### En anglais
- (en) Werner Antweiler, Brian R. Copeland et M. Scott Taylor, « Is Free Trade Good for the Environment? », American Economic Review, vol. 91, no 4,‎ septembre 2001, p. 877-908 (ISSN 0002-8282, DOI 10.1257/aer.91.4.877, lire en ligne [PDF]).
- (en) Gene M. Grossman et Alan B. Krueger, Environmental Impacts of a North American Free Trade Agreement, in The Mexico-U.S. Free Trade Agreement, MIT Press, 1993
- (en) Jagdish Bhagwati et T.N. Srinivasan, Trade and Environment: Does Environment Diversity Detract from the Case for Free Trade?, Mimiograph, Yale University, 1993
- (en) Douglas Yu, « Free Trade Is Green, Protectionism Is Not », Conservation Biology, vol. 8, no 4,‎ décembre 1994 (lire en ligne)
- (en) Committee on Trade and Environment, Environmental benefits of removing trade restrictions and distorsions, Organisation mondiale du commerce, 7 novembre 1997 (lire en ligne [PDF])

#### En français
- Jagdish Bhagwati (trad. de l'anglais par Jérôme Destombes, préf. Pascal Lamy), Éloge du libre échange [« Free trade today »], Paris, Éditions d'organisation, 2005, 128 p. (ISBN 2-7081-3210-5, OCLC 77051740, BNF 40063975, SUDOC 09099874X, présentation en ligne).
- Hervé Kempf, Comment les riches détruisent la planète, Paris, éditions du Seuil, coll. « L'histoire immédiate », 2007, 147 p. (ISBN 978-2-02-089632-0 et 2-02-089632-X, OCLC 300532906, BNF 40978211, SUDOC 112935281).
- Naomi Klein (trad. de l'anglais par Geneviève Boulanger et Nicolas Calvé), Tout peut changer : capitalisme et changement climatique [« This changes everything, capitalism vs the climate »], Arles, Actes Sud, coll. « Questions de société », 2015, 623 p. (ISBN 978-2-330-04784-9, OCLC 905099948, BNF 44313265, SUDOC 184405815).
- Serge Lepeltier, Mondialisation : une chance pour l'environnement ? (rapport d'information), Paris, Sénat, coll. « Les rapports du Sénat » (no 233), 2004, 199 p. (ISBN 2-11-111758-7, OCLC 491784956, BNF 39147280, SUDOC 076947211, lire en ligne).